# Épinay-sur-Duclair
Épinay-sur-Duclair és un municipi francès situat al departament del Sena Marítim i a la regió de Normandia. L'any 2007 tenia 500 habitants.

## Demografia

### Població
El 2007 la població de fet d'Épinay-sur-Duclair era de 500 persones. Hi havia 182 famílies de les quals 28 eren unipersonals (12 homes vivint sols i 16 dones vivint soles), 47 parelles sense fills, 91 parelles amb fills i 16 famílies monoparentals amb fills.
La població ha evolucionat segons el següent gràfic:
Habitants censats

### Habitatges
El 2007 hi havia 185 habitatges, 177 eren l'habitatge principal de la família, 4 eren segones residències i 4 estaven desocupats. 184 eren cases i 1 era un apartament. Dels 177 habitatges principals, 147 estaven ocupats pels seus propietaris i 31 estaven llogats i ocupats pels llogaters; 3 tenien dues cambres, 15 en tenien tres, 50 en tenien quatre i 109 en tenien cinc o més. 168 habitatges disposaven pel capbaix d'una plaça de pàrquing. A 49 habitatges hi havia un automòbil i a 123 n'hi havia dos o més.

### Piràmide de població
La piràmide de població per edats i sexe el 2009 era:
| Homes | Edats   | Dones |
| ----- | ------- | ----- |
| 0     | 95 o +  | 0     |
| 0     | 90 a 94 | 4     |
| 0     | 85 a 89 | 0     |
| 0     | 80 a 84 | 4     |
| 0     | 75 a 79 | 0     |
| 4     | 70 a 74 | 4     |
| 20    | 65 a 69 | 0     |
| 8     | 60 a 64 | 20    |
| 12    | 55 a 59 | 4     |
| 16    | 50 a 54 | 4     |
| 16    | 45 a 49 | 28    |
| 16    | 40 a 44 | 20    |
| 16    | 35 a 39 | 12    |
| 20    | 30 a 34 | 8     |
| 8     | 25 a 29 | 16    |
| 0     | 20 a 24 | 12    |
| 16    | 15 a 19 | 4     |
| 8     | 10 a 14 | 8     |
| 24    | 5 a 9   | 4     |
| 24    | 0 a 4   | 16    |

## Economia
El 2007 la població en edat de treballar era de 314 persones, 256 eren actives i 58 eren inactives. De les 256 persones actives 236 estaven ocupades (125 homes i 111 dones) i 20 estaven aturades (10 homes i 10 dones). De les 58 persones inactives 19 estaven jubilades, 23 estaven estudiant i 16 estaven classificades com a «altres inactius».

### Ingressos
El 2009 a Épinay-sur-Duclair hi havia 181 unitats fiscals que integraven 514,5 persones, la mediana anual d'ingressos fiscals per persona era de 18.782 €.

### Activitats econòmiques
Dels 6 establiments que hi havia el 2007, 2 eren d'empreses extractives, 1 d'una empresa de construcció, 1 d'una empresa financera i 2 d'empreses de serveis.
L'any 2000 a Épinay-sur-Duclair hi havia 20 explotacions agrícoles que ocupaven un total de 871 hectàrees.

## Equipaments sanitaris i escolars
El 2009 hi havia una escola elemental.

## Poblacions més properes
El següent diagrama mostra les poblacions més properes.